# 2015 SO2
2015 SO2 е астероид от групата Атон, който е временен подковообразен спътник на Земята, деветият известен земен подковообразен либратор. Преди последната си близка среща със Земята (30 септември 2015 г.) той е бил от групата Аполон.

## Откриване
2015 SO2 е открит на 21 септември 2015 от Б. Микуз със своя телескоп „Чихоцки“ в Оберваторията „Черни връх“ в Словения.

## Орбита и орбитална еволюция
2015 SO2 към 2024 година спада към групата Атон. Прекосява Земята, но с период, по-кратък от една година. Разстоянието му от центъра до най-крайната точка е 0,999115 АЕ, подобно с това на Земята (0,99957 АЕ), но има малка ексцентричност (0,108105) и среден орбитален наклон (9,181°). Гравитационни реакции със Земята карат астероида да променя динамичния си статус веднъж на 113 години, преминавайки от групата Атон към групата Аполон. Към 30 ноември 2015 г. този обект е 14-ият земен коорбитал и 9-ият известен обект, следващ подковообразен път със сравнение със Земята. Орбиталната му еволюция е характеризирана с променящи се подковообразни и квазиспътнически епизоди.

## Физични свойства
С абсолютен магнитуд от 23,9 той има диаметър в диапазона 50 – 111 метра (за предполагаем диапазон на албедо от 0,04 до 0,20 съответно).